# Symphonie no 8 de Bruckner
Pour les articles homonymes, voir Symphonie no 8.
Anton Bruckner commença en 1884 la Symphonie no 8 en ut mineur, WAB 108, dès l'achèvement de sa 7e symphonie.
Terminée d'abord en 1887, son rejet par Hermann Levi qui avait pourtant eu un rôle déterminant dans le triomphe de la Septième, faillit mener Bruckner  jusqu'au suicide, tant dans son esprit sa nouvelle partition représentait un aboutissement.
Bruckner effectue une première révision de l’Adagio l'année suivante. La version suivante de 1890 est profondément modifiée. En plus des « inévitables » coupures, quelques passages aux harmonies trop hardies sont modifiés. Le trio devient plus mélodieux et, comme déjà dans sa version intermédiaire de 1888, le climax de l′Adagio est dans une tonalité différente : mi bémol majeur au lieu de do majeur dans celle de 1887. Cette nouvelle version requiert par ailleurs un élargissement des bois dans les différentes parties - ce qui lui donne une allure moins austère.
La symphonie connut un grand succès lors de sa création à Vienne le 18 décembre 1892 par l'Orchestre Philharmonique sous la direction de Hans Richter, des critiques la qualifiant même de « Symphonie des symphonies » ou « Sommet de la symphonie romantique ».

## Instrumentation
La version de 1887 demande, en plus d'un grand orchestre de cordes, trois flûtes traversières (la troisième prenant le piccolo dans le climax de l'Adagio et dans le Finale), trois hautbois, trois clarinettes, trois bassons (le troisième prenant un contrebasson dans le Finale) – seul le finale requiert les bois par trois – et comme cuivres : quatre cors (huit dans le finale), trois trompettes, trois trombones, un tuba contrebasse et quatre tubas wagnériens (joués en alternance par les cornistes 5-8 dans le finale), ainsi que les cymbales, les timbales, trois harpes et un triangle.
Dans la version de 1890, les quatre mouvements requièrent les bois par trois et les cors par huit – les cors 5-8 remplaçant ainsi largement les tubas wagnériens dans les premier et troisième mouvements – et le piccolo est supprimé.
L'exécution de la symphonie dure, selon les versions, les chefs et sauf exception, entre 75 et 85 minutes, ce qui en fait la plus longue de Bruckner.

## Mouvements
La symphonie est en quatre mouvements, le cœur étant constitué par l'association des deux derniers mouvements, colossaux, Adagio et Finale. C'est sans doute pour créer cette union extraordinaire que Bruckner, suivant l'exemple de la Neuvième Symphonie de Beethoven, a inversé l'ordre traditionnel des mouvements en permutant le Scherzo et l'Adagio.

### I. Allegro moderato
Le premier mouvement, à l'atmosphère sombre, se termine dans la version originale par un fortissimo. Dans la version de 1890 cette coda est supprimée, le mouvement s'achevant sur un lent decrescendo, dont le motif rappelle celui de la section correspondante de la Symphonie en Fa mineur.
Premier thème.

### II. Scherzo. Allegro moderato - Trio. Langsam
Le Scherzo, vif et enjoué, est censé dépeindre la figure populaire du Deutscher Michel, le bon paysan germanique, d'après le programme imagé que Bruckner a donné a posteriori sur l'insistance de ses amis et élèves, notamment Franz Schalk. Le thème est celui de la partie de pédalier du prélude pour orgue en ut majeur de Georg Böhm, qui avait déjà été utilisé dans le Credo de sa deuxième messe.
Premier thème
Dans la version de 1887 le trio est accompagné par des trilles des violons, et, dans les versions ultérieures plus mélodieuses, par les arpèges de la harpe.

### III. Adagio. Feierlich langsam, doch nicht schleppend
L'Adagio, dont le thème, disait Bruckner, avait été trouvé « dans l'œil d'une jeune fille », a la forme d'une quête méditative intérieure, tendue vers un idéal inaccessible. L'accompagnement du premier thème est basé sur le rythme brucknérien « 2 + 3 ».
Un passage solo des tubas suivi par les bois et des arpèges de la harpe, qui précédait la réexposition du second thème, a été supprimé dans la version de 1890. Le climax du mouvement, ponctué dans la version de 1887 par six coups de cymbales, ne l'est plus que par deux dans les versions ultérieures.
Le mouvement se termine pianissimo par le premier motif que seuls les cuivres (cors et tubas wagnériens) chantent encore.

### IV. Finale. Feierlich, nicht schnell
Le finale sonne comme une résolution après la longue méditation. Le début en trois vagues représenterait une rencontre récente entre les empereurs d'Allemagne, de Russie et d'Autriche-Hongrie (la symphonie est d'ailleurs dédiée à François-Joseph Ier d'Autriche).
La coda, avec la reprise des principaux thèmes de chaque mouvement, renforce cette idée d'ultime aboutissement de la Symphonie, au moment où celle-ci commence à se déconstruire et où émergent de nouvelles formes.

## Versions et éditions
Comme la majorité des autres symphonies de Bruckner, la Huitième existe sous deux versions principales. 
There are enormous variants in orchestration, harmony, voice leading and motivic treatment between the two versions. In some sections one can almost speak of two different pieces, rather than two versions of the same work.
Traduction : Il y a d'énormes variantes d'orchestration, d'harmonie et de traitement des voix et des motifs entre les deux versions. Dans certaines sections on pourrait même parler de deux œuvres différentes plutôt que de deux versions de la même œuvre.
- Version originale de 1887, publiée par Leopold Nowak en 1972 - nouvelle édition par Paul Hawkshaw en 2017.
Cette version, refusée par Levi, représente le matériau brut. Quelques chefs, dont Eliahu Inbal et Georg Tintner ont voulu, en l'enregistrant, revenir en quelque sorte aux sources de Bruckner. La première de la nouvelle édition par Paul Hawkshaw a été exécutée par Peter Oudjian avec l'Orchestre symphonique de Yale le 27 octobre 2017[3],[4].
- Versions intermédiaires

Bruckner effectua un travail précoce de révision du premier mouvement et du scherzo, en introduisant des notes au crayon dans leur partition. Il existe par ailleurs une version distincte de l'adagio, qui requiert déjà les bois par trois. Bruckner concentra ensuite ses efforts sur la nouvelle version des symphonies n° 4 et n° 3, et revint à celle de la Huitième en mars 1889.
La version intermédiaire de l'adagio est éditée par Dermot Gault et Takanobu Kawasaki. Les versions intermédiaires des autres mouvements ont été éditées par William Carragan :
This account of the Eighth was founded on individual, possibly non-contemporaneous manuscripts rather than one complete copy. … Thus it will always have to be regarded as experimental, not on the same editorial level as the firmly-established manuscript versions of 1887 and 1890 and the printed version of 1892. But in it we have a fascinating view of the work-in-progress of Bruckner the eternal reviser, looking for the most expressive realization of his lofty thoughts and melodic inspiration.
Cette édition de la Huitième n'est pas basée sur un manuscrit unique, mais sur différents manuscrits qui n'étaient peut-être pas contemporains. … Il faudra dès lors la considérer comme expérimentale, donc pas au même niveau éditorial que celles basées sur les manuscrits fermement établis des versions de 1887 et 1890, et la version imprimée de 1892. Elle nous procure cependant une vue fascinante d'une œuvre en chantier de Bruckner, l'éternel réviseur, au cours de sa recherche d'une réalisation la plus expressive de ses hautes idées et de son inspiration mélodique.
- Version de 1890
  - Édition par Robert Haas en 1939, dite « version mixte » 1887-1890.
C'est l'édition le plus souvent enregistrée et qui garde la faveur de nombreux chefs et mélomanes. Longtemps considérée comme une tentative de synthèse entre les versions de 1887 et de 1890, elle a été rejetée par les spécialistes. Il est cependant apparu que plusieurs passages, que Haas avait soi-disant repris de la version 1887, étaient simplement rayés dans le manuscrit de la version 1890[7], et que Bruckner avait par ailleurs écrit dans une lettre adressée au chef d’orchestre Felix Weingartner, qu’il espérait que ces passages apparaîtraient « valides pour la postérité »[8]. Ces passages sont identifiés à la page 24 du rapport critique de Hawkshaw. Il s'agit des mesures 345-386 et 583-646 du finale[9].
  - Édition par Leopold Nowak en 1955.
Nowak rejeta les idées et retouches de Haas, et publia une version qu'il considéra comme authentique. Cette version est à la base de la nouvelle édition critique préparée par Paul Hawkshaw pour la Société Internationale Bruckner.
- Version dite de Franz Schalk, publiée en 1892.
Cette première version publiée contient de légers changements par rapport à celle de 1890, dont on ne sait dans quelle mesure ils ont été ou non approuvés par le compositeur.

## Discographie

### Version de 1887

#### Édition Nowak (1972)
Quelques chefs ont préféré retourner aux sources et ont enregistré la première version de la symphonie, notamment :
- Hans-Hubert Schönzeler avec l'Orchestre symphonique de Bournemouth - Lanta Fe LF-432, 1973 (première mondiale)
- Eliahu Inbal l'a enregistrée à plusieurs reprises, la première fois avec l'Orchestre symphonique de la radio de Francfort - Teldec CD 243791, 1982
- Georg Tintner avec l'Orchestre national des jeunesses musicales du Canada - LP Jubal LP 5003/4, 1982, et l'Orchestre symphonique national d'Irlande - Naxos 8.554215/6, 1996
- Michael Gielen avec l'Orchestre symphonique de la Sarre - Harvest Classics HC-06097, 2007
- Simone Young avec la Philharmonie de Hambourg - SACD Oehms Classics OC 638, 2008
- Franz Welser-Möst avec l'Orchestre de Cleveland - DVD Arthaus Musik 101581, 2010

Une numérisation de la première nord-américaine de la version 1887 par Georg Tintner avec l'Orchestre national des jeunesses musicales du Canada et d'une exécution par Guennadi Rojdestvenski avec l'Orchestre du théâtre Bolchoï (10 mars 2009) peuvent être écoutées sur le site de John Berky.

#### Édition Hawkshaw (2014)
- Markus Poschner avec l'Orchestre Bruckner de Linz - Capriccio LC 80087, 2023

### Version intermédiaire de 1888, Gault & Kawasaki et Carragan
- Akira Naito avec le Nouvel Orchestre de la Ville de Tokyo (Adagio 1888 ; version 1890, édition Nowak, pour les trois autres mouvements) - Delta Classics DCCA-0003, 2004
- Gerd Schaller avec le Philharmonie Festiva Orchestra - Profil PH13027, Live 2012[12]

### Version de 1890

#### «Version mixte» de Haas (1939)
La majorité des enregistrements sont basés sur cette édition. Voici quelques-uns des chefs qui l'ont enregistrée plusieurs fois :
- De Wilhelm Furtwängler il nous reste quatre enregistrements de qualité malheureusement inégale. La version la plus vivante et la mieux réussie est celle avec la Philharmonie de Vienne en 1944 ; mais celle du 14 mars 1949 (avec la philharmonie de Berlin) est plus structurée, plus rationnelle dans sa construction. Celle du lendemain souffre d'une prise de son moyenne et de bruits parasites envahissants. Enfin celle de 1954 est à éviter : l'interprétation manque de tension et l'acoustique est peu soignée. Cependant, Furtwängler y utilise la partition Schalk de 1892, au lieu de sa variante personnelle de celle de Haas.
- Herbert von Karajan l'a enregistrée de multiples fois, en concert et en studio. Les deux les plus appréciées sont celle en studio de 1975 (DG) avec Berlin, puissante et directe, mais souffrant d'une prise de son manquant de relief ; et sa dernière de 1988 (DG) avec Vienne, qui est sans doute plus humaine et plus humble, mais avec peut-être moins d'énergie.
- Günter Wand l'a lui aussi enregistrée à plusieurs reprises. Les trois plus notables sont celle de 1979 avec Cologne, celle en public à Lübeck de 1988, et enfin celle de 2001 avec Berlin, magnifiquement réalisée avec un soin particulier tant sur le plan de la qualité du son de l'orchestre et de l'enregistrement que sur le plan du souci de la compréhension globale de la forme.
- Il faut enfin mentionner l'exécution par l'Orchestre symphonique de la Radiodiffusion bavaroise  sous la baguette de Rafael Kubelík - successeur d'Eugen Jochum à ce poste - de 1977 (BR Klassik). Bien que moins connue sans doute que ses devancières, et ce malgré le renom du chef d'orchestre tchèque, cette interprétation gagne à être écoutée - le mouvement lent en particulier, qui constitue peut-être la meilleure interprétation tous enregistrements confondus de l'Adagio de la 8e.

#### Édition critique de Nowak (1955)
D’autres chefs, qui ont également enregistré cette symphonie plusieurs fois, ont par contre donné la préférence à la version "authentique" de Nowak, notamment :
- Eugen Jochum a enregistré l'œuvre à de multiples reprises. Son premier enregistrement, en 1949 avec la Philharmonie  de Hambourg, devenu légendaire malgré le son vieilli, était basé sur l'édition Haas. Les enregistrements suivants sont basés sur l'édition Nowak, parue dans l’intervalle. Son enregistrement, en 1976 avec la Staatskapelle de Dresde, est souvent considéré comme excellent.
- De Sergiu Celibidache, il existe également plusieurs enregistrements. Le dernier (avec l’orchestre philharmonique de Munich), enregistré en « live » au Japon, est d’une grandeur écrasante et dépasse en durée tous les autres enregistrements disponibles (105 minutes, soit 20 de plus que la moyenne). Cette durée exceptionnelle n'efface en rien la fougue de l'ouvrage et lui confère une grâce nouvelle et peu commune, comme beaucoup de versions dues à Celibidache…
- Karl Böhm l'a enregistrée à de multiples reprises notamment avec l'Orchestre philharmonique de Vienne et le méconnu Orchestre de la Tonhalle de Zurich, cette dernière version live étant la plus réussie.
- Carlo Maria Giulini, avec l'Orchestre philharmonique de Vienne en 1984 (DGG).

### Version 1892, Schalk
Quelques chefs ont, même lorsque d'autres éditions étaient disponibles, basé leurs enregistrements sur cette première édition, notamment :
- Bruno Walter avec la Société philharmonique de New-York - Andromeda ANDRCD 9092, 1941
- Hans Knappertsbusch avec la Philharmonie de Berlin - Adagio Classics 4004, 1951
- George Szell avec le l'Orchestre du Concertgebouw d'Amsterdam - Audiophile Classics 101.556, 1951
- Volkmar Andreae avec l'Orchestre symphonique de Vienne - Coffret Music and Arts 1227, 1953
- William Steinberg avec l'Orchestre symphonique de Boston - Vibrato 2VLL-150, 1962
- Josef Krips avec l'Orchestre symphonique de Vienne - Vibrato 2VLL-150, 1971

## Sources
- Anton Bruckner, Sämtliche Werke, Kritische Gesamtausgabe – Band 8: VIII. Symphonie c-Moll (Originalfassung), Musikwissenschaftlicher Verlag, Robert Haas (Éditeur), Leipzig, 1939
- Anton Bruckner: Sämtliche Werke: Band VIII: VIII. Symphonie c-Moll, Musikwissenschaftlicher Verlag der Internationalen Bruckner-Gesellschaft, Vienne
  - VIII/1: 1. Fassung 1887, Leopold Nowak (Éditeur), 1972/1992
  - VIII/2: 2. Fassung 1890, Leopold Nowak (Éditeur), 1955/1994
- Anton Bruckner: Neue Anton Bruckner Gesamtausgabe: Band VIII/1 : Symphonie Nr.8 in c-Moll : Erste Fassung, Benjamin M Korstvedt (Éditeur), Musikwissenschaftlicher Verlag der Internationalen Bruckner-Gesellschaft, Vienne, 2022